# Тома Прељубовић
Тома Прељубовић (Комнин Палеолог) (грч. Θωμάς Κομνηνός Παλαιολόγος) био је српски велможа који је из Јањине владао делом Епира, од 1366. или 1367. године, до своје смрти 1384. године. Током своје владавине, водио је успешне ратове са локалним Албанцима и својим латинским суседима.

## Порекло и породица
Тома је био син кесара Гргура Прељуба, који је погинуо у бици почетком 1356. године. Он је током владавине Душана Силног (краљ 1331 — 1346, цар 1346—1355), управљао Тесалијом, из Трикале. Томина мајка била је Ирина, која се после Гргурове смрти, преудала за Радослава Хлапена, господара Водена и Бера, у егејској Македонији.
Био је ожењен Маријом Ангелином, ћерком цара Симеона Синише (1359—1370), Душановог полубрата. Са њом је највероватније имао сина, који је умро млад. Поред њега, Тома је имао и ванбрачну ћерку Ирину, коју је удао за Ђона Љоша, господара Арте.

## Биографија
После погибије кесара Прељуба, Ирина и Тома су напустили Тесалију, због напада Нићифора II Орсинија (1335—1338, 1356 — 1359). Она се преудала за Радослава Хлапена, који је посинио Тому и покренуо офанзиву ка Тесалији, током 1359. и 1360. године. Он није успео да из ње потисне Симеона Синишу, али је рат окончан споразумом према коме је Синиша Хлапену предао Костур, а Тому је оженио својом ћерком Маријом Ангелином.

### Борбе са Албанцима
На захтеве становника Јањине, да их заштити од сталних албанских напада, Синиша је 1366. године у град упутио Тому, коме је доделио титулу деспота. Он је већ 1366. или 1367. године стигао у Јањину са српским снагама и овладао северним делом Епира, док су јужни делови (Арта и Анђелокастро), остали под контролом албанских првака, Петра Љоше и Ђин Буа Шпата. Врло брзо по његовом доласку, Петар Љоша је опсео Јањину, али град није заузет, а сукоб је окончан удајом Томине ванбрачне Ћерке Ирине, за Петровог сина Ђона. После Петрове смрти 1374. године, сукоб је настављен са његовим наследником Ђином Шпатом, али су непријатељства прекинута уговарањем брака између Ђина и Томине полусестре Јелене. Нов напад на град уследио је 1377. године, али град поново није освојен. Већ 1379. године, Јањина је поново опседнута, али је после тешке борбе, Тома Прељубовић са својим снагама успео да и тај албански напад одбије.
Он се после тога обратио својим суседима, Латинима и Османлијама, од којих је тражио помоћ за борбу против Албанаца. Уз помоћ османских помоћних одреда које је добио 1381. године, Тома је започео офанзиву против Албанаца. До 1384. године, он је успео да их потисне и победи у рату. Због своје суровости у овим борбама, Тома је добио надимак Албаноктонос (грч. Αλβανοκτόνος) тј. Албаноубица.

### Управа Епиром
Период Томине владавине Епиром, детаљно је описан у Јањинској хроници, насталој око 1440. године. Њен писац има јасно изражен непријатељски став према њему и приказује га као похлепног и окрутног тиранина, за разлику од његове супруге Марије Ангелине, која је приказана као побожна и морална жена.
Он је од локалног племства и свештенства одузимао имања која је давао својим српским пратиоцима, а увео је и низ нових пореза и намета, што је све доводило до отворених побуна против његове владавине. Нови јањински архиепископ, постао је 1382. године Матија, који је, у име византијског цара Јована V Палеолога (са прекидима 1341—1391), донео Томи потврду његове деспотске титуле. Међутим, између њих је врло брзо дошло до сукоба, због чега је Матија морао да побегне из града.
Поред рата против Албанаца, Тома је успешно ратовао и против кнежевине Ахаје и преосталих латинских поседа на Пелопонезу. Он је у једној бици, вођеној у Акарнанији 1379. године, потукао војску Јовановаца и заробио Фирентинца Исаула де Буонделмонтија (1385—1411).

### Смрт
Против Томе Прељубовића је у Јањини склопљена завера и он је 23. децембра 1384. године, пронађен мртав у свом кревету, пререзаног врата, а према Јањинској хроници, убио га је један од припадника његове личне гарде. За новог владара је проглашена Томина удовица Марија, која се већ у фебруару 1385. године, по препоруци свог брата Јована (1370—1373) који је тада био монах у Метеорима, преудала за Буонделмонтија, који је наставио да влада и после њене смрти, 28. децембра 1394. године.

## Ктиторска делатност Томе Прељубовића
Тома Прељубовић и његова супруга Марија Ангелина, су били донатори православних манастира. У манастиру Преображења у Метеорима, чији је ктитор био Маријин рођени брат Јован, чува се икона Неверног Томе, на којој су приказани и Тома Прељубовић и Марија Ангелина. Поред тога, у шпанском граду Куенки, седишту истоимене провинције, чува се реликвијар-диптих на коме су приказани Исус, Богородица и још 28 светаца. Ликови ктитора су данас исчезли, али су опстали натписи на основу којих се зна да је реч о Томи и Марији. Сматра се да је он послужио као узор за прављење још једног диптиха, који је Марија поклонила манастиру Преображења, а који је само делимично очуван.